# Xã Warner, Quận Brown, Nam Dakota
Xã Warner (tiếng Anh: Warner Township) là một xã thuộc quận Brown, tiểu bang Nam Dakota, Hoa Kỳ. Năm 2010, dân số của xã này là 580 người.